# Eccola di nuovo/Ricordo quando ero bambino
Eccola di nuovo/Ricordo quando ero bambino è un singolo dei Rokes pubblicato in Italia nel 1967.

## Descrizione
Eccola di nuovo, registrata sul lato A del disco, è una cover di Here comes my baby di Cat Stevens, con i testi in italiano scritti da Giuseppe Cassia e Mogol. Ricordo quando ero bambino, sul lato B, è firmata da Sergio Bardotti e Shel Shapiro.

## Formazione
- Johnny Charlton: voce, chitarra
- Bobby Posner: cori, basso
- Shel Shapiro: voce, chitarra
- Mike Shepstone: cori, batteria